# امید و ایمان
امید و ایمان (به انگلیسی: Hope & Faith) نام یک سریال آمریکایی با سبک کمدی موقعیت است که پخش آن از تاریخ ۲۶ سپتامبر ۲۰۰۳ تا ۲ می ۲۰۰۶ در شبکهٔ تلویزیونی ای‌بی‌سی ادامه یافت.

## بینندگان
| فصل | فصل       | قسمت‌ها | آغاز فصل        | پایان فصل  | بینندگان (در میلیون) | رتبه |
| --- | --------- | ------ | --------------- | ---------- | -------------------- | ---- |
| ۱   | ۲۰۰۳–۲۰۰۴ | ۲۵     | ۲۳ سپتامبر ۲۰۰۳ | ۱۴ می ۲۰۰۴ | ۸٫۲                  | #۷۷  |
| ۲   | ۲۰۰۴–۲۰۰۵ | ۲۶     | ۲۴ سپتامبر ۲۰۰۴ | ۶ می ۲۰۰۵  | ۶٫۹                  | #۹۸  |
| ۳   | ۲۰۰۵–۲۰۰۶ | ۲۲     | ۳۰ سپتامبر ۲۰۰۵ | ۲ می ۲۰۰۶  | ۵٫۸                  | #۱۰۳ |